# Maurice Kamto

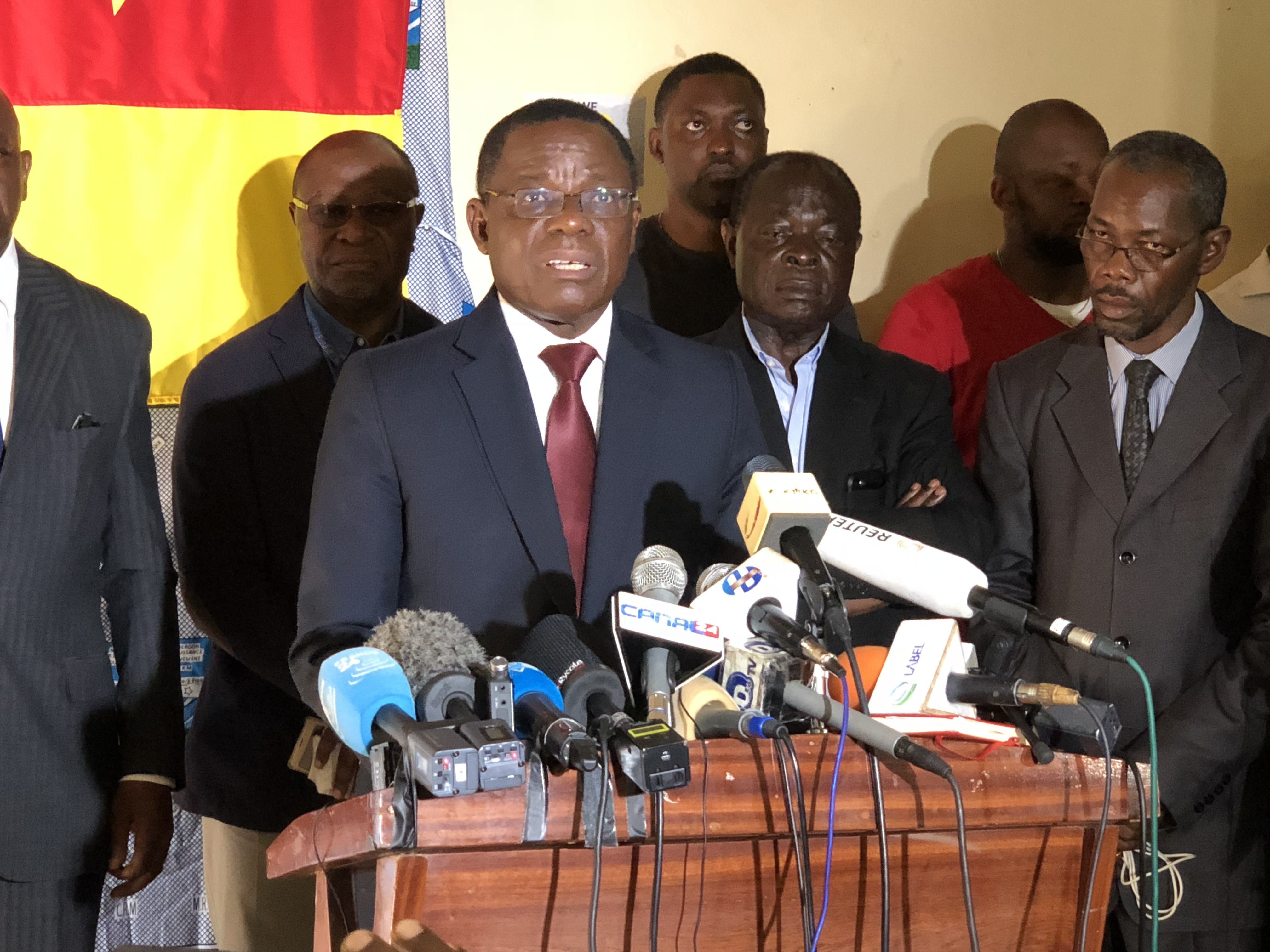
Maurice Kamto nach der Wahl 2018

Maurice Kamto (* 15. Februar 1954 in Bafoussam) ist ein kamerunischer Jurist, Politiker und Hochschullehrer.

## Jugend und Ausbildung
Maurice Kamto gehört der Ethnie der Bamileke an. Er studierte Rechtswissenschaft an der Universität Yaoundé, in Nizza und in Paris. 1983 promovierte er.
1985, als Kamto als junger Lehrer am Institut für Internationale Beziehungen arbeitete, wurde er wegen eines Artikels verhaftet, in dem er sich kritisch über den Präsidenten Paul Biya äußerte. Durch Druck seiner internationalen Studenten kam bald wieder frei.
1988 erhielt er einen Preis der Académie des Sciences d’Outre-Mer.

## Akademische Karriere
Kamto unterrichtete und arbeitete in fast allen der zehn Regionen Kameruns. Ab 1994 lehrte er als Professor an verschiedenen kamerunischen Universitäten. Außerdem war er Gastprofessor an mehreren Universitäten in Frankreich und im Senegal. Von 1999 bis 2004 war er Dekan der Fakultät für Rechts- und Politikwissenschaften der Universität Yaoundé II.
Kamto arbeitete über viele Jahre als Forscher und Vortragender an der Haager Akademie für Völkerrecht und saß 2015 auch in ihrem Kuratorium.
Ab 2005 war Kamto assoziiertes Mitglied des Instituts für Internationales Recht, 2013 wurde er Mitglied.
Er verfasste Fachpublikationen und gründete mehrere wissenschaftliche Fachzeitschriften.

## Beratertätigkeiten
Er arbeitete als Berater bei zahlreichen Projekten verschiedener Internationalen Organisation mit. Als Experte für die Internationale Fernmeldeunion war er 1996–1998 an der Ausarbeitung der Telekommunikationsgesetze von Mali, Ruanda, Mauretanien, Burkina Faso, Guinea-Bissau und den Komoren beteiligt.
Von Mai 1999 bis August 2016 war er Mitglied der Völkerrechtskommission, 2011/12 war er auch ihr Präsident.
Er war Projektmitarbeiter der UNO-Organisationen UNDP, UNEP und FAO. Er ist Mitglied zahlreicher Internationaler Nichtregierungsorganisationen wie IUCN, Internationale Juristenkommission oder International Law Association.

## Politisches Engagement
Kamto war Mitglied der zwischenstaatlichen Kommission von Kamerun und Nigeria für die Umsetzung des Urteils des Internationalen Gerichtshofs vom 10. Oktober 2002 über die Frage der Land- und Seegrenze zwischen den beiden Staaten.
Von Dezember 2004 bis November 2011 war er in der kamerunischen Regierung. Er übte die Funktionen Beigeordneter Minister des stellvertretenden Premierministers, Justizminister und Generalstaatsanwalt aus.
Nach dem Ausscheiden aus der Regierung gründete Kamto im August 2012 die Partei Bewegung für die Wiedergeburt Kameruns (Mouvement pour la renaissance du Cameroun – MRC).
Bei der Präsidentschaftswahl in Kamerun 2018 trat Kamto gegen den regierenden Präsidenten Paul Biya an. Er erklärte sich bereits vor Verlautbarung der offiziellen Ergebnisse zum Sieger der Wahl. Das offizielle Wahlergebnis, wonach Biya mit 71 Prozent der Stimmen wiedergewählt worden sein soll, erkannte er nicht an. Seine Partei sprach von Wahlbetrug und organisierte in der Folge mehrere Proteste.

### Inhaftierung
Am Abend des 28. Januar 2019 wurde Kamto gemeinsam mit weiteren Parteimitgliedern in der Hafenstadt Douala verhaftet. Es werden ihm Aufruhr, Beleidigung des Präsidenten und weitere Anklagepunkte vorgeworfen. Menschenrechtsorganisationen wie Amnesty International forderten seine Freilassung und kritisieren, dass das Verfahren gegen Kamto vor einem Militärgericht geführt werden soll. Zahlreiche prominente Juristen forderten die Europäische Union auf, die Unterstützung für Kamerun über Gelder des 11. Europäischen Entwicklungsfonds einzufrieren, bis die Behandlung Kamtos und seiner Anhänger grundlegenden rechtsstaatlichen Standards entspricht. Das Europäische Parlament verabschiedete im April 2019 eine Resolution, in der Kamerun aufgefordert wurde, Kamto freizulassen und die Menschenrechte zu wahren. Anfang Juni 2019 fanden in Kamerun Protestkundgebungen statt, bei denen die Freilassung Kamtos und anderer Gefangener gefordert wurde. Dabei wurden weitere etwa 350 Menschen festgenommen, 75 davon wurden später wieder freigelassen.
Anfang Oktober 2019 ließ Präsident Biya überraschend die Strafverfolgung von mehreren Oppositionellen einstellen. Daraufhin wurde Kamto am 5. Oktober 2019 in Yaoundé freigelassen.
Nach Protesten gegen Biya wurde Kamto von 22. September 2020 bis Dezember 2020 de facto unter Hausarrest gestellt; Schwer bewaffnete Polizisten wurden bei seinem Haus positioniert.

## Belege
1. 1 2  Kamto decries Bamileke stigmatisation, challenges Biya to set Bulu competitive exam for him. In: natimesnews.com. 18. Oktober 2018, archiviert vom Original (nicht mehr online verfügbar) am 22. Oktober 2018; abgerufen am 5. Februar 2019 (englisch).  Info: Der Archivlink wurde automatisch eingesetzt und noch nicht geprüft. Bitte prüfe Original- und Archivlink gemäß Anleitung und entferne dann diesen Hinweis.
2. ↑  Cameroun: l’opposant Maurice Kamto fête ses 65 ans en prison. In: actucameroun.com. 15. Februar 2019, abgerufen am 16. Februar 2019 (französisch).
3. ↑  Paul Biya ordered my arrest by the DGRE - Maurice Kamto. In: cameroondailyjournal.com. 4. Februar 2019, archiviert vom Original (nicht mehr online verfügbar) am 7. Februar 2019; abgerufen am 5. Februar 2019 (englisch).  Info: Der Archivlink wurde automatisch eingesetzt und noch nicht geprüft. Bitte prüfe Original- und Archivlink gemäß Anleitung und entferne dann diesen Hinweis.
4. ↑  Alexander Kopp, Peter Becker: Transformationsziel Demokratie. Zivilgesellschaft und Dezentralisierung in Kamerun (= Jochen Franzke [Hrsg.]: Welttrends Thesis. Band 18). Universitätsverlag Potsdam, Potsdam 2014, ISBN 978-3-86956-304-6, S. 62, urn:nbn:de:kobv:517-opus-71883.
5. 1 2 3  CURRICULUM VITAE of Professeur Maurice KAMTO, Candidate of MRC. In: crtv.cm. Juni 2017, abgerufen am 29. Januar 2019 (französisch).
6. ↑  Clarisse Juompan-Yakam: Maurice Kamto: «Proposer au peuple camerounais des idées nouvelles». In: Jeune Afrique. 16. August 2012, abgerufen am 30. Januar 2019 (französisch).
7. ↑  Cameroon opposition leader Maurice Kamto, MRC members arrested. In: Deutsche Welle. 29. Januar 2019, abgerufen am 29. Januar 2019 (englisch).
8. ↑  Cameroon's main opposition leader charged with rebellion: Lawyer. In: Channel NewsAsia. 13. Februar 2019, abgerufen am 16. Februar 2019 (englisch).
9. ↑  Cameroon's opposition leader Kamto charged with 'rebellion'. In: France 24. 13. Februar 2019, abgerufen am 16. Februar 2019 (englisch).
10. ↑  Cameroon: Nearly 60 opposition members tortured by security forces. In: amnesty.org. 26. Juli 2019, abgerufen am 29. Juli 2019 (englisch).
11. ↑  Appeal in support of Maurice Kamto. (Memento des Originals vom 28. Juli 2019 im Internet Archive)  Info: Der Archivlink wurde automatisch eingesetzt und noch nicht geprüft. Bitte prüfe Original- und Archivlink gemäß Anleitung und entferne dann diesen Hinweis. French Society of International Law. 14. März 2019, abgerufen am 28. Juli 2019 (englisch).
12. ↑  Entschließung des Europäischen Parlaments vom 18. April 2019 zu Kamerun (2019/2691(RSP)). In: europarl.europa.eu. 18. April 2019, abgerufen am 29. Juli 2019.
13. ↑  Ilaria Allegrozzi: Mass Arrests of Opposition Members in Cameroon – Hundreds Detained After Defying Ban on Demonstrations. In hrw.org. 4. Juni 2019, abgerufen am 29. Juli 2019 (englisch).
14. ↑  Cameroon opposition leader Maurice Kamto, supporters freed from prison. In: Deutsche Welle. 5. Oktober 2019, abgerufen am 6. Oktober 2019 (englisch).
15. ↑  Moki Edwin Kindzeka: Cameroon Opposition Leader’s De Facto House Arrest Ends. In: voanews.com. 9. Dezember 2020, abgerufen am 4. Januar 2021 (englisch).

| Personendaten    | Personendaten                                       |
| ---------------- | --------------------------------------------------- |
| NAME             | Kamto, Maurice                                      |
| KURZBESCHREIBUNG | kamerunischer Jurist, Politiker und Hochschullehrer |
| GEBURTSDATUM     | 15. Februar 1954                                    |
| GEBURTSORT       | Bafoussam, Cameroun                                 |